# Bomaanslag op Wall Street op 16 september 1920

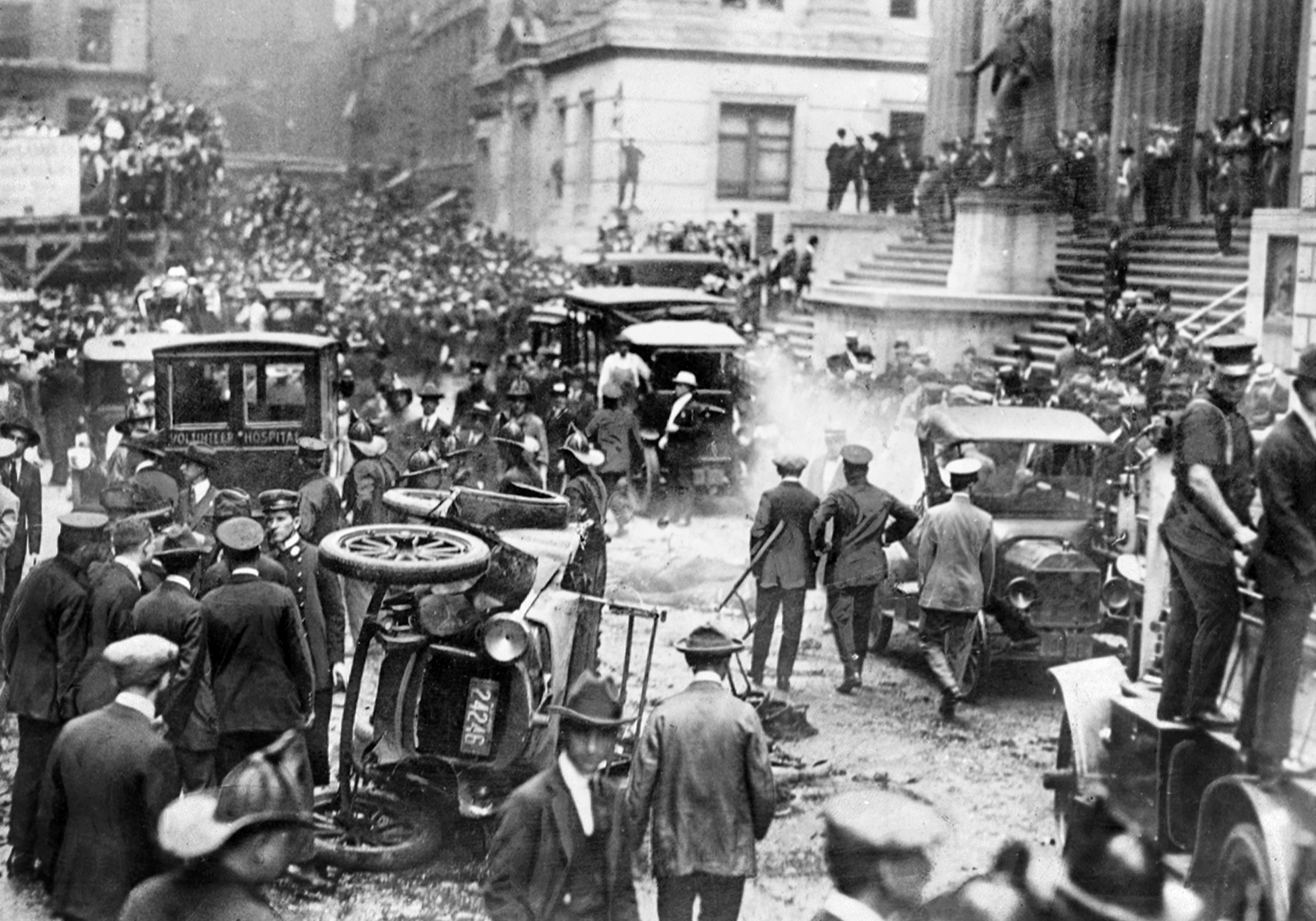
Plaats van de aanslag

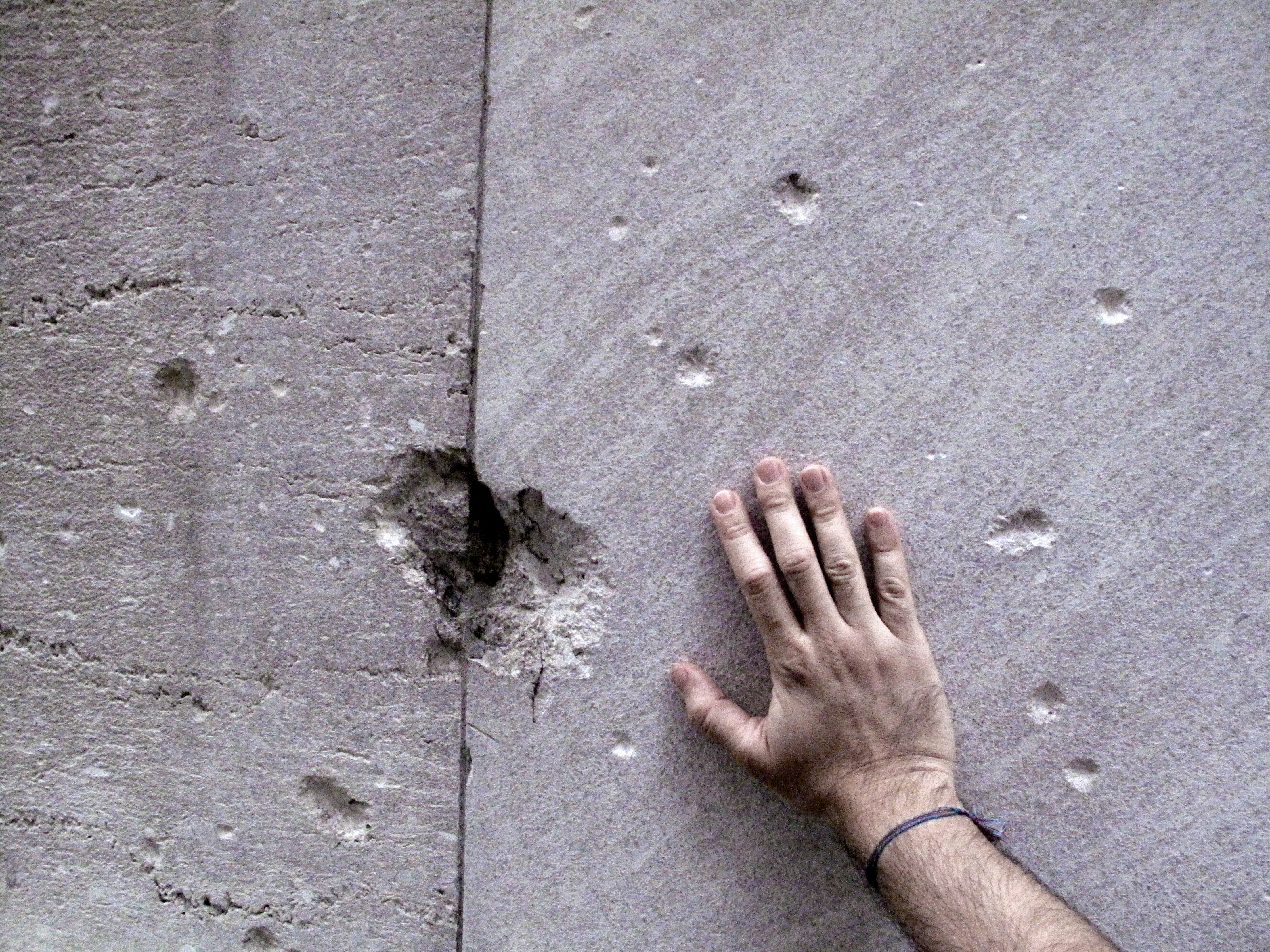
J.P. Morgan heeft de sporen van de aanslag nooit laten verwijderen

Op 16 september 1920 vond er om 12:01 uur in Wall Street (New York) een zware ontploffing plaats. Daarbij vielen 38 doden en 143 mensen raakten zwaargewond. Ondanks het gebrek aan concreet bewijs is de algemene consensus onder historici dat de daders Italiaanse anarchisten waren.
De bom bevatte 45 kilo TNT en 230 kilo ijzeren gewichten en bevond zich in een paardenwagen. De wagen werd geplaatst bij J.P. Morgan op Wall Street vanwege de enorme drukte tijdens lunchtijd. De koetsier wist volgens ooggetuigen te ontkomen aan de explosie terwijl het paard en wagen de lucht in werden gegooid.
De volgende dag werden in brievenbussen in Wall Street pamfletten gevonden met de volgene tekst ondertekend door de “American Anarchist Fighters”:
“Remember, We will not tolerate any longer. Free the political prisoners or it will be sure death for all of you”
Vanwege de geringe schade aan de bebouwing in Wall Street en het grote aantal onschuldige slachtoffers ging de politie in eerste instantie uit van een ongeluk. De beurs sloot na de ontploffing, maar opende na overleg met de autoriteiten de volgende dag weer.
De voormalige tennisspeler Edwin Fischer werd verhoord nadat het de politie ter ore was gekomen dat hij vrienden via ansichtkaarten ervoor gewaarschuwd had op 16 september niet in de buurt van Wall Street te komen. Fischer beweerde zijn kennis 'door de lucht van God' te hebben gekregen. Hij waarschuwde echter regelmatig voor onheil en stond al bekend wegens psychische aandoeningen. Uiteindelijk werd hij 'krankzinnig maar ongevaarlijk' verklaard.
De overheersende – maar niet meer te bewijzen – opvatting onder historici is dat de Italiaanse anarchist Mario Buda de aanslag pleegde als wraak voor de arrestatie van twee andere anarchisten: Nicola Sacco en Bartolomeo Vanzetti. Die twee waren een week eerder op beschuldiging van moord opgepakt.